# Sekhemkare (tể tướng)
Đừng nhầm lẫn với Sekhemkare, một Pharaon thuộc Vương triều thứ Mười Ba của Ai Cập
Sekhemkare là một vương tử dưới thời Vương triều thứ Tư, đồng thời là một wazir (tương đương chức tể tướng ở nền phong kiến Á Đông) dưới thời Vương triều thứ 5 của Ai Cập cổ đại. 

## Thân thế
Theo những dòng văn tự khắc trên tường mastaba G 8154, nơi chôn cất của Sekhemkare, thì ông là con trai của Pharaon Khafre với vương hậu Hekenuhedjet (một bà vợ thứ của Khafre). Sekhemkare có ít nhất 4 người con trai, là Sekhemkare, Safkhafra, Herkhaf, Khafre-ankh. Phu nhân của ông bị mất tên, chỉ còn sót lại phần Khufu[..]t.
Sekhemkare, cũng như những người anh em khác mẹ của ông, được ban những danh hiệu mà các vương tử thường có, như Đại vương tử, Trữ quân, Bá tước, Tể tướng, Chánh án, Quản đốc những Người ghi chép của Phụ vương, Quản khố của Đức vua Hạ Ai Cập, Người tâm sự của Phụ vương, Người trông coi lễ nghi cho Phụ vương, Người giữ bí mật cho Phụ vương, Tư tế ướp xác của thần Anubis (tạm dịch từ Eldest King's Son of His Body, Hereditary Prince, Count, Vizier, Chief Justice, Director of the Scribes of the Book of His Father, Treasurer of the King of Lower Egypt, Sole Confidant of His Father, Chief Eitualist of His Father, Master of the Secrets of His Father, Embalmer-priest of Anubis).
Trong nhà nguyện phía trong, Sekhemkare được biết là đã nhận nhiều ân sủng từ vua cha cũng như 4 vua kế vị sau đó là Menkaure, Shepseskaf, Userkaf và Sahure. Mỗi vua trong số đó dường như đã ban thêm của cải cho ông, mặc dù ông đã thừa hưởng một khối tài sản đáng kể từ vua cha Khafre, như được mô tả trong bích họa trên bức tường phía đông của nhà nguyện phía ngoài. Sau đó, Sekhemkare trở thành wazir đầu tiên của Vương triều thứ Năm dưới thời Pharaon Sahure.

## Lăng mộ
Sekhemkare là chủ nhân của mastaba G 8154, tọa lạc phía đông nam của Kim tự tháp Khafre, cha ông. Lăng mộ của Sekhemkare được trang trí dưới triều đại của Sahure, do đó ông có lẽ đã mất dưới thời vị vua này.
Lăng mộ được xây dựng ngay trên vách đá, gồm có hai nhà nguyện, mái được sơn giả màu đá hoa cương đỏ. Lối vào lăng quay về hướng nam, rộng 1 m, cao 2,57 m. Ở bức tường phía tây của nhà nguyện ngoài có một hành lang dẫn xuống phòng chôn cất, dài khoảng 3,85 m và rộng gần 1 m. Phòng chôn cất có kích thước 3,40 x 2,25 x 2,3 m, có một hốc lớn trên sản để đặt quách nhưng quách đã bị trộn mất hoàn toàn và chỉ còn lại một số mảnh xương.